# Sony Cyber-shot DSC-H50

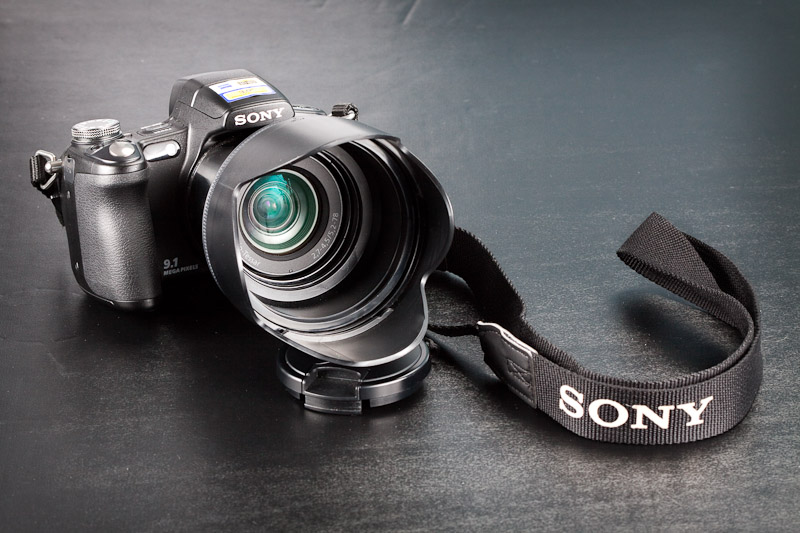
Un Sony Cyber-shot DSC-H50.

Le Cyber-shot DSC-H50 est un appareil photographique numérique de type bridge fabriqué par Sony. Il est commercialisé depuis 2008 et remplace son petit frère, le DSC-H9.

## Caractéristiques
Ce modèle, évolution du DSC-H9, en reprend donc les principales caractéristiques. On retrouve donc un zoom 15x (avec une distance focale de 31-465 mm en équivalence 35 mm. Le capteur a évolué dans le sens du marché, à savoir que le capteur du DSC-H50 est plus grand (1/2,3 pouces, contre 1/2,5 pouces pour le DSC-H9) et une résolution plus élevée, qui passe à 9,1 mégapixels.
L'appareil propose 12 modes d'exposition (automatique, manuelle, priorité vitesse d'obturation, priorité ouverture, détection de sourires, crépuscule, portrait, portrait au crépuscule, sport, plage, neige et feux d'artifice). Bien sûr, un mode totalement automatique est prévu pour une utilisation de l'appareil en toute simplicité.
Afin d'améliorer l'exposition, Sony propose sur cet appareil le DRO, pour Dynamic Range Optimiser, une technologie qui se rapproche du HDR, à savoir que son objectif est de capter des images correctement exposées, et ceci même si l'image présente une grande différence de contraste.
Plusieurs technologies sont intégrées pour permettre des prises de vue avec peu de lumière (grâce au stabilisateur optique Super SteadyShot et à une sensibilité qui peut monter jusqu'à 3200 ISO), voir en l'absence totale de lumière grâce au système NightShot qui utilise la lumière infra-rouge.
Un mode macro permet d'effectuer des prises de vues à 1 cm du sujet tandis que le flash a une portée qui peut atteindre 9,1 m en grand angle.
L'écran LCD 3 pouces de l'appareil est orientable et dispose d'un ajustement automatique de sa luminosité afin de permettre un affichage lisible en toutes circonstances. Un viseur électronique est disponible pour les conditions de prise de vue les plus difficiles.
Côté optique, Sony a fait confiance comme souvent à Carl Zeiss et propose sur cet appareil un objectif Vario-Tessar.

## Technologie
- Capteur CCD 1/2,3 pouces : 10,3 millions de pixels - 9,1 millions de pixels effectifs
- Zoom optique : 15×, numérique : 30× (voire jusqu'à 81x avec le zoom numérique "intelligent").
  - Distance focale équivalence 35 mm : 31-465 mm
  - Ouverture de l'objectif : f/2,7-f/4,5
  - Stabilisateur optique Super Steady Shot
- Vitesse d'obturation : Manuelle : 1/1000 à 30 secondes - Auto : 1/4 à 1/4000 seconde
- Sensibilité : ISO 80 à ISO 3200
- Définition image : 3456×2592, 3264×2176, 2592×1944, 2048×1536, 1920×1080 et 640×480 au format JPEG
- Définition vidéo : 640×480 à 30 images par seconde, 640×480 à 16 images par seconde et 320×240 à 8,3 images par seconde au format MPEG VX.
- Stockage : Memory Stick Duo et Memory Stick Pro Duo, mémoire interne: 15 Mo
- Connectique : USB 2.0, Full HD
- Compatible PictBridge
- Écran pivotant LCD de 3 pouces - matrice active TFT de 230 000 pixels
- Batterie propriétaire rechargeable lithium-ion NP-BG1 et chargeur
- Poids : 547 g
- Finition : noir ou argent